# 온도 기울기
온도 기울기(temperature gradient)는 특정 위치 주변에서 온도가 어떤 방향과 속도로 가장 빠르게 변하는지를 설명하는 물리량이다. 온도 공간 기울기는 단위 길이당 온도 차이의 차원을 갖는 벡터량이다. SI 단위는 미터당 켈빈(K/m)이다.
대기의 온도 기울기는 대기과학(기상학, 기후학 및 관련 분야)에서 중요하다.

## 같이 보기
- 기온
- 지온 변화도
- 기울기 (벡터)
- 기온 감률